# Espinal (Tolima)
 (janvier 2021).
Si vous disposez d'ouvrages ou d'articles de référence ou si vous connaissez des sites web de qualité traitant du thème abordé ici, merci de compléter l'article en donnant les références utiles à sa vérifiabilité et en les liant à la section « Notes et références ».
 (janvier 2021).
Le contenu est difficilement compréhensible vu les erreurs de traduction, qui sont peut-être dues à l'utilisation d'un logiciel de traduction automatique.
Pour les articles homonymes, voir Espinal.
Espinal est une municipalité colombienne, située dans le département de Tolima, à 146 km de Bogota vers le sud-ouest. C'est la deuxième plus importante ville du département de Tolima et la capitale du riz du centre du pays. Elle est baignée par les fleuves Magdalena et Coello. La grande partie de la surface est plane. El Espinal est connu pour la fabrication des instruments typiques, sa cuisine est célèbre pour ses tamales et le cochon de lait qui sont les plats typiques de la région. Sa surface totale est de 231 km2, extension de la zone urbaine : 4,26 km2, région rurale d'extension : 212,74 km2.

## Histoire
La municipalité de El Espinal Foundation prend place le 18 septembre 1754, attribution de la qualification des fondateurs aux seigneurs Antonio Vásquez Forero et Juan Manuel Moya, propriétaires de Llano Grande Hacienda. Quatre ans plus tard Don Pascual Aldana et Andagoya, fonde une petite ville sur les rives du fleuve Coello, qui donna le nom de Upito qui devint chef de la grande plaine de Espinal en l'année 1776. En 1781, les habitants du hameau de Upito, à cause de la distance qui les séparait de la grande plaine d'el Espinal, a demandé à Don Antonio Caballero y Góngora, IX vice-roi du nouveau Royaume de Grenade en a décidé la création de sa paroisse à laquelle a décrété la construction de la nouvelle église sur le site appelé la moelle. Ce fait a déterminé le transfert de Upito pour le 3 avril 1783 la colonne vertébrale. Le prêtre Francisco Álvarez del Pino a été le premier pasteur d'à l'église nouvelle de l'El Espinal chances depuis le 3 avril 1783, une fonction qu'il exerça jusqu'au 1er avril 1808. Espinal fut la capitale du Canton et du département du Centre jusqu'à l'expédition du décret exécutif du 27 octobre 1880, en ce que s'installe la capitale à Guamo. El docteur Juan Manuel Moya et les capitaine Antonio Vasquez finances s'est nettement améliorée, et ils ont placé la maison principale sur le site aujourd'hui occupé par le bâtiment de Don José Vicente Lara Barrero. Dans le coin de la Plaza Bolivar avec carrière sixième. Certains personnages de propriétaires fonciers utilisé beaucoup d'hommes dans l'aptitude des terres pour la construction des premières maisons et divers ranchs, petite tige sur les maisons de terre et des toits de chaume-Palm, pour parvenir à un règlement de petite dimension. Dans la période républicaine, ses habitants réunissait sur la petite place, les dimanches et les jours fériés et fervents catholiques qui ont été, ont commencé à demander à leurs employeurs et autres personnages l'adéquation et la construction de plusieurs églises. Le prêtre que Fray Nicolás Guarin du Zerda et Quintana a été régi destinations paroissiales jusqu'en 1848. Elle est attribuée à ce prêtre l'élaboration des plans et la construction du temple. Espinal était le site des chemins de fer communs qui a voyagé de Bogota à Girardot, neiva et Ibagué, circonstance qui fait de la ville un magnifique centre de distribution pour le transport, puisque depuis cette époque, il avait un vaste réseau de routes terrestres et aériennes qu'elle a communiqué avec n'importe quel site ou ville dans le pays.
Le 26 juin 2022, le stade s'effondre, provoquant la mort de 6 personnes.

## Géographie et climat
Espinal est située dans les plaines de la région de « Magdalena supérieur » à 1 800 mètres au-dessus du niveau de la mer
entouré du colombiens Serranías de centrale et orientale.
Malgré sa faible hauteur, Espinal a un climat agréable en hiver. Les pluies sont abondantes de mars à mai et d'octobre à novembre, étant donné que le soleil traverse l'Équateur et le rayonnement solaire est plus élevé, augmentation de la chaleur dans la jungle et favorisant la formation de tempêtes dans la région montagneuse. Gel se produit dans la zone rurale. Contrairement à la saison plus sèche de l'année est de janvier à février et de juillet à août, brume est extrêmement rare et 365 jours 10 d'entre eux ont brouillard, parce qu'aussi les historiens disent qu'entre les années 1930 et 1940, il y avait beaucoup de tempêtes de grêle.
Données générales
- Enregistré la température maximale : 47 °C.
- Température maximale moyenne : 32 °C.
- Température minimale moyenne : 19 °C.
- Minimum de température enregistrée : 9 °C.

## Économie
Son économie repose sur l'agriculture, surtout du riz et d'autres produits comme le coton, sorgho, soja, maïs et tabac parmi d'autres. Il a également reconnu des entreprises de différents secteurs, y compris les moulins, qui génèrent un fort pourcentage de l'emploi dans la ville

## Démographie
En 2014, la population totale est de 76 291 personnes

## Culture et patrimoine
Les sites touristiques d'Espinal sont :
- monument à Tambora ;
- rivière du port de Caimanera ;
- cathédrale Notre-Dame-du-Rosaire (Nuestra Señora del Rosario) ;
- parc mythologique.